# 錦織孝一
錦織 孝一（にしきおり こういち、1946年11月20日 - ）は、日本の政治家。茨城県鹿嶋市長（2期）、茨城県議会議員と鹿島町議会議員を歴任した。

## 来歴
茨城県鹿島町（現・鹿嶋市須賀）に生まれる。茨城県立麻生高等学校卒業。1969年（昭和44年）3月、東京理科大学理学部卒業。1972年（昭和47年）から錦織米肥店の経営を始める。
1991年（平成3年）、鹿島町議会議員選挙に初当選。
2002年（平成14年）12月8日に行われた茨城県議会議員に無所属で立候補し初当選した。翌2003年（平成15年）1月8日、県議に就任。県議在職中に自由民主党所属となった。
2014年（平成26年）4月13日に行われた鹿嶋市長選挙に自民党の推薦を得て出馬し、初当選した。4月24日、市長に就任。
2018年（平成30年）4月15日に行われた鹿嶋市長選挙に出馬し、元市議の佐藤信成を破り再選を果たした。投票率は46.21％。
2021年12月に2022年4月の任期満了をもって引退すると表明した。

## 政策・人物
- 2020年（令和2年）5月29日、新型コロナウイルス対策の財源に充てるため、自身の6月から2021年（令和3年）3月までの月額給与と期末手当を20％減額する条例案を市議会臨時会に提出した。副市長および教育長については10％減額する。この減額措置による効果は総額465万1千円。同日、同条例案は可決された[8]。
- 2021年（令和3年）12月7日、市議会本会議において、市長の出処進退などに関する答弁の中で、卑わいな表現や民族差別、職業蔑視などを含む発言を繰り返した。市は通例、YouTubeを通して、市議会一般質問の模様を配信しており、問題の答弁も同日中はライブや録画で配信されていたが、錦織の発言が不適切だとして議会事務局が8日朝からの配信を取りやめた。7日は市議6人が登壇。移転候補地などを巡り注目が集まる鹿島アントラーズの新スタジアム構想に関する質疑も行われた。しかし削除の影響で視聴できなくなり、サポーターから不満の声が噴出した[9]。